# Mesoleius fuscipes
Mesoleius fuscipes là một loài tò vò trong họ Ichneumonidae.